# Eufidonia converzaria
Eufidonia converzaria är en fjärilsart som beskrevs av D'urban 1861. Eufidonia converzaria ingår i släktet Eufidonia och familjen mätare. Inga underarter finns listade i Catalogue of Life.